# 張嘉宜
張嘉宜，職業治療師，前傘後組織慈雲山建設力量成員，前香港黃大仙區議會鳳德選區議員。

## 政治生涯

### 參選2016年選舉委員會界別衛生服務界特首選委
2016年香港選舉委員會界別分組選舉中，張嘉宜以「衞．真普30」身份當選選舉委員會衛生服務界特首選委。

### 參選2019年區議會選舉
慈雲山建設力量社區主任張嘉宜參選2019年區議會選舉鳳德選區，以接近1,000票的差距擊敗民建聯越毅強。
| 政党   | 政党           | 候选人    | 票数  | %     | ±      |
| ------ | -------------- | --------- | ----- | ----- | ------ |
|        | 民建聯         | ①. 越毅強 | 3,436 | 43.87 | 不適用 |
|        | 慈雲山建設力量 | ②. 張嘉宜 | 4,396 | 56.13 | 不適用 |
| 多数票 | 多数票         | 多数票    | 960   | 12.26 | 不適用 |

### 當選後
當選後，張嘉宜即與其他民主派的當選區議員就香港理工大學衝突要求香港警察撤離香港理工大學，並容許各方進入香港理工大學範圍進行人道救援。張嘉宜亦參與了時任香港立法會議員與十八區時任及候任區議員要求政府由公務員加薪議程中抽起警隊作獨立審議的聯署。

## 外部連結
- 黃大仙區議會議員張嘉宜女士 （页面存档备份，存于）

| 議會席位      | 議會席位                                 | 議會席位    |
| ------------- | ---------------------------------------- | ----------- |
| 前任： 簡志豪 | 黃大仙區議會鳳德選區 2020年—2021年7月9日 | 繼任： 懸空 |